# Susan Latshaw
Susan (Sue) Latshaw (* 1961 in Pittsburgh) ist eine ehemalige US-amerikanische Triathletin. Sie ist Xterra-Weltmeisterin im Cross-Triathlon (1998), Ironman-Siegerin (1997) und sie wird in der Bestenliste US-amerikanischer Triathletinnen auf der Ironman-Distanz geführt.

## Werdegang
Sue Latshaw war von Oktober 1986 bis Oktober 2001 fünfzehn Jahre lang als Profi-Triathletin aktiv. Sie startete auf der Kurz- und Langdistanz.
Im August 1989 startete sie in Avignon bei der Erstaustragung einer Weltmeisterschaft auf der Triathlon-Kurzdistanz (1,5 km Schwimmen, 40 km Radfahren und 10 km Laufen) und belegte den 21. Rang.

1993 wurde sie Dritte beim Ironman Hawaii. 1996 wurde sie US-amerikanische Meisterin auf der Triathlon-Kurzdistanz.
Latshaw schaffte es 1997 in Roth als fünfte Frau, einen Ironman unter neun Stunden zu absolvieren.

### Weltmeisterin Cross-Triathlon 1998
Im Oktober 1998 wurde sie auf Maui Xterra-Weltmeisterin im Cross-Triathlon (1,5 km Schwimmen, 32 km Mountainbike und 12 km Geländelauf).
Im Oktober 2001 erklärte sie ihre Karriere für beendet.

## Sportliche Erfolge
| Datum/Jahr    | Rang | Wettbewerb                                 | Austragungsort     | Zeit     | Bemerkung                                                  |
| ------------- | ---- | ------------------------------------------ | ------------------ | -------- | ---------------------------------------------------------- |
| 1996          | 1    | Escape from Alcatraz Triathlon             | San Francisco      |          |                                                            |
| 1996          | 1    | USA Triathlon Elite National Championships | Vereinigte Staaten | 01:46:52 |                                                            |
| Juli 1996     | 2    | Chicago Triathlon                          | Chicago            | 02:00:44 | Zweite hinter Michellie Jones                              |
| 12. Nov. 1995 | 28   | ITU Triathlon World Championships          | Cancún             | 02:10:43 |                                                            |
| 7. Juli 1991  | 3    | Chicago Triathlon                          | Chicago            | 01:57:56 | [ 3 ]                                                      |
| 6. Aug. 1989  | 21   | ITU Triathlon World Championships          | Avignon            | 02:20:55 | Erstaustragung einer Weltmeisterschaft auf der Kurzdistanz |

| Datum/Jahr    | Rang | Wettbewerb                      | Austragungsort | Zeit     | Bemerkung                                 |
| ------------- | ---- | ------------------------------- | -------------- | -------- | ----------------------------------------- |
| 12. Juli 1998 | 2    | Ironman Europe                  | Roth           | 09:32:05 |                                           |
| 13. Juli 1997 | 1    | Ironman Europe                  | Roth           | 08:59:31 | als erste Frau in Roth unter neun Stunden |
| 7. Okt. 1995  | 6    | Ironman Hawaii                  | Hawaii         | 09:49:37 |                                           |
| 9. Juli 1995  | 3    | Ironman Europe                  | Roth           | 09:30:01 |                                           |
| 10. Juli 1994 | 2    | Ironman Europe                  | Roth           | 09:09:26 |                                           |
| 23. Okt. 1993 | 3    | Ironman Hawaii                  | Hawaii         | 09:20:40 | Dritte hinter Paula Newby-Fraser          |
| 13. Juni 1993 | 2    | Triathlon International de Nice | Nizza          |          | Zweite hinter Isabelle Mouthon            |
| März 1993     | 3    | Ironman New Zealand             | Auckland       | 09:56:52 |                                           |
| 1989          | 5    | Ironman Hawaii                  | Hawaii         | 09:43:00 |                                           |

| Datum/Jahr    | Rang | Wettbewerb                 | Austragungsort | Zeit     | Bemerkung                                                                                     |
| ------------- | ---- | -------------------------- | -------------- | -------- | --------------------------------------------------------------------------------------------- |
| 11. Okt. 1998 | 1    | Xterra World Championships | Maui           | 02:58:49 | Weltmeisterin im Cross-Triathlon (1,5 km Schwimmen, 32 km Mountainbike und 12 km Geländelauf) |
| 26. Okt. 1997 | 3    | Xterra World Championships | Maui           | 03:11:32 |                                                                                               |

(DNF – Did Not Finish)